# Dasol Kim

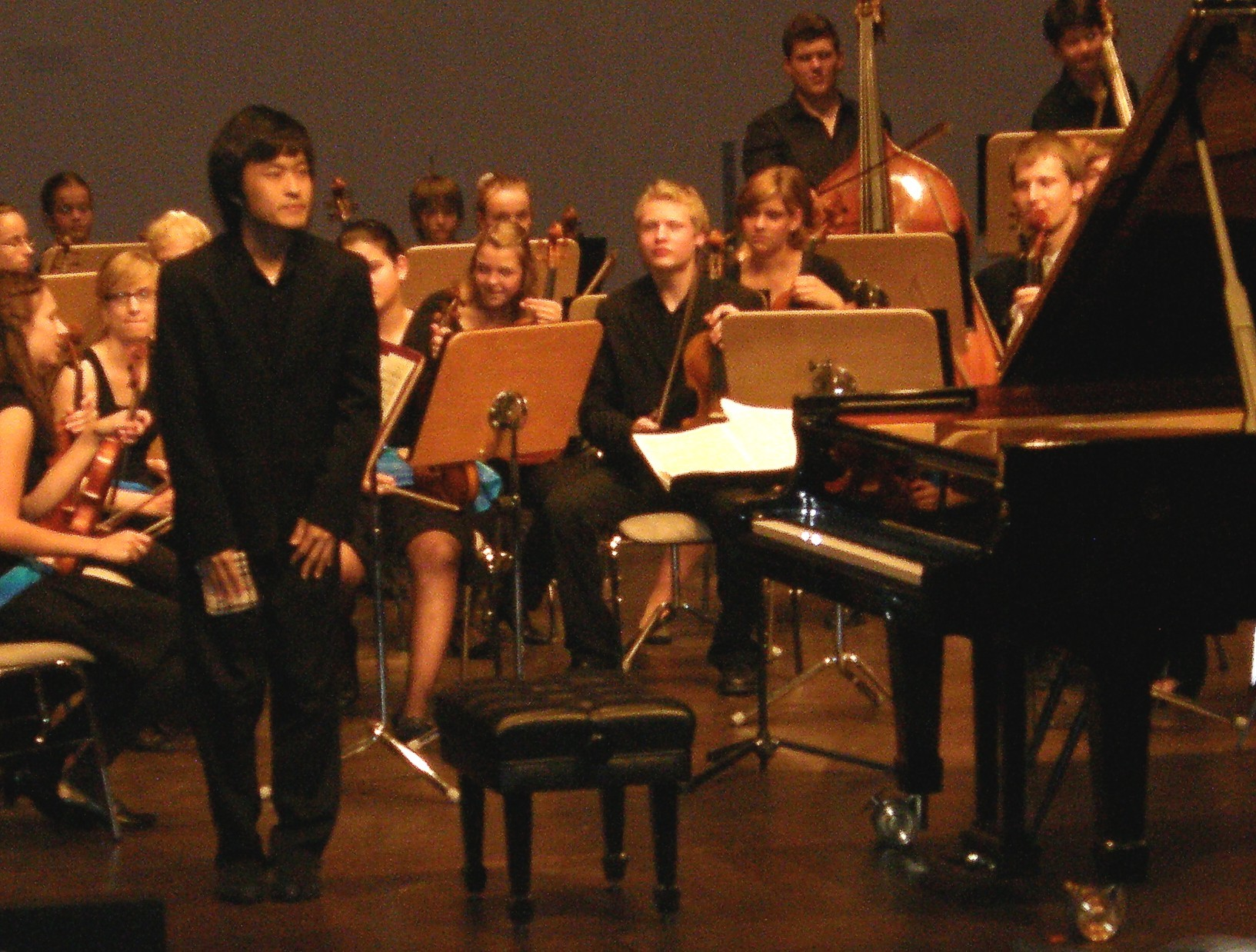
Dasol Kim mit der Deutschen Streicherphilharmonie (2011)

Dasol Kim (auch Kim Da Sol, Da Sol Kim, Kim Dasol; * 13. April 1989 in Busan, Südkorea) ist ein südkoreanischer Pianist, der in Deutschland lebt.

## Leben und Wirken
Dasol Kim begann im Alter von elf Jahren mit dem Klavierspiel. Nach dem Unterricht an einer Musikschule nahm er 2002 ein Klavierstudium an der Kunstoberschule von Busan bei Kim In-il auf und wurde Mitglied der Nachwuchsförderklasse der Korean National University of Arts in Seoul bei Lim Jong-phil. Ab 2006 studierte er an der Musikhochschule Leipzig als Meisterschüler von Gerald Fauth. Anschließend wechselte er 2010 an die Musikhochschule Hannover zu Karl-Heinz Kämmerling und vollendete seine Studien bei Arie Vardi. Dasol Kim ist Preisträger mehrerer internationaler Musikwettbewerbe.
Als Solist debütierte er 2009 in Berlin mit Tschaikowskys 1. Klavierkonzert Nr. Er spielte mehrfach Klavierkonzerte Mozarts unter der Leitung von Michael Sanderling mit der Deutschen Streicherphilharmonie. Des Weiteren konzertierte er unter anderem mit dem  MDR-Sinfonieorchester, dem Kammerorchester Berlin, dem Konzerthausorchester Berlin, den New Yorker Philharmonikern, Tonhalle-Orchester Zürich, Symphonieorchester des Bayerischen Rundfunks, Philharmonischen Orchester Seoul und Orchestre de la Suisse Romande und arbeitete dabei mit Dirigenten wie Alan Gilbert, David Zinman, Chung Myung-whun und Marin Alsop zusammen. Er gastierte zudem bei internationalen Musikfestivals.
Zu seinen Kammermusikpartnern zählen Gautier Capuçon, Maxim Rysanov, David Geringas und der Geiger Svetlin Roussev. Er ist Mitglied des Trio Marvin.
Seiner 2015 erschienenen Debut-CD Dasol Kim Plays Schumann bei der Deutschen Grammophon folgten weitere Veröffentlichungen.

## Preise (Auswahl)
- 1. Preis beim MBC Broadcasting-Musikwettbewerb
- 1. Preis des Musikwettbewerbs der Universität Ulsan
- 2005: 1. Preis beim Internationalen Musikwettbewerb Nagoya (Japan)
- 2005: 2. Preis beim Internationalen Musikwettbewerb Yun I-sang in Gyeongnam (Südkorea)
- 2006: Gewinner des Internationalen Asia Chopin Wettbewerbs in Japan
- 2008: Preisträger beim Internationalen Klavierwettbewerbs in Genf
- 2011: 3. Preis beim Internationalen Musikwettbewerb der ARD[8]
- 2012: 2. Preis beim Concours Géza Anda[9]
- 2012: 1. Preis beim Kissinger Klavierolymp[10]
- 2021: 2. Preis beim Internationalen Beethoven Klavierwettbewerb in Wien[11]

## Diskografie
- Dasol Kim Plays Schumann. (Deutsche Grammophon; 2015)
- Beethoven:  Piano Sonatas Nos. 4 & 29 - Piano Concerto No. 5. Mit der Webern Kammerphilharmonie, Dirigent: Vladimir Kiradjev (Naxos)
- Schubert: 4 Impromptus D.935 & Sonata D.960 (Aparté Music; 2023)